# علی هانیبال
این نوشتار برای نجات از حذف در پروژه نجات نوشتارهای در آستانه حذف نامزد شده است و احتمالا بزودی مشکلات آن توسط مشارکت‌کنندگان حل می‌شود.
  لطفا در حذف نمودن نوشتار درنگ نمایید.
آرکادی نستوویچ هانیبال یا صابر علیشاه یا علی هانیبال (زادهٔ ۱۸۹۰ در روسیه - درگذشته ۱۳۴۴، تهران) مستشرق و ایرانشناس ایرانی-روس است. مشاهیر علیشاهی به وی لقب صابر علیشاه داده بودند. وی از بنیان‌گذاران «بنگاه مردم‌شناسی» بود.. اساسنامهٔ این بنگاه در سال ۱۳۱۶ شمسی به تصویب شورای عالی معارف رسید و بعدها به «موزه مردم‌شناسی» تغییر نام داد. علی هانیبال همچنین اولین نشریه تخصصی «مردم‌شناسی» را با عنوان «مردم‌شناسی» به کمک اداره هنرهای زیبا کشور در خلال سال‌های ۱۳۳۵ تا ۱۳۳۸ چاپ و منتشر نمود. همسر وی زهرا قره باغی بود. وی از نوادگان پوشکین شاعر شهیر روسیه بوده‌است.

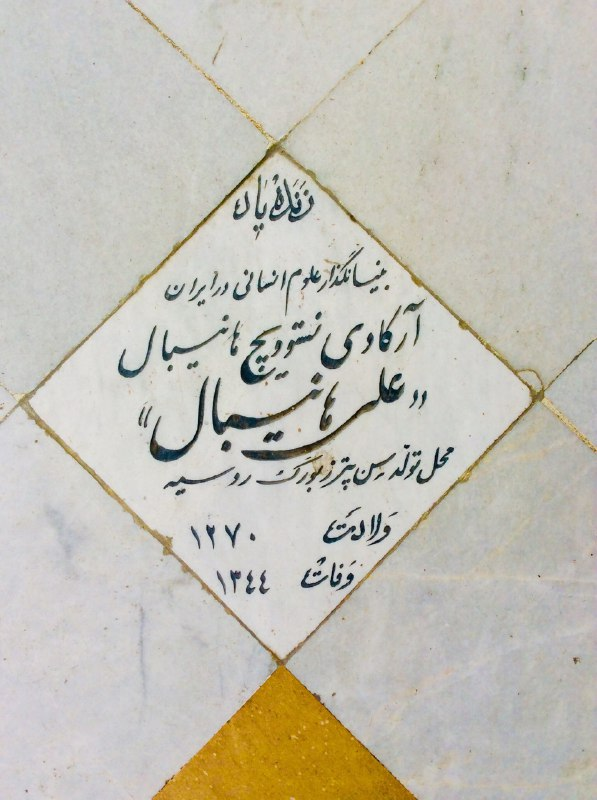
سنگ قبر علی هانیبال واقع در جنوب سازهٔ حرم امامزاده قاسم (شمال تجریش)

## زندگی‌نامه
علی هانیبال در سال ۱۲۷۰ه خورشیدی در کشور روسیه متولد شد. آقای هانیبال از فرزند زادگان پوشکین شاعر معروف اهل مسکوی روسیه بود و به علت علاقه وافری که به زبان، ادبیات و فرهنگ ایران زمین داشت به سرزمین ایران مهاجرت نمود و پس از تغییر دین نام «علی» را برای خود برگزید. علی هانیبال به چند زبان زنده دنیا آشنایی کامل داشت و اشعار فارسی را به خوبی در ذهن و معمولاً در نطقها و سخنرانی‌هایش به خوبی از اشعار پارسی بهره می‌جست. علی هانیبال مدتی در قزوین اقامت گزید و موزه ای در آنجا دائر نمود و پس از آن به شهر آبادان مهاجرت و با همیاری شرکت نفت، موزه آبادان را در سال ۱۳۳۸ ه خورشیدی پی افکند و در نهایت موزه آبادان در سال ۱۳۴۰ به بهره‌برداری رسید. از کارهای آقای علی هانیبال می‌توان به پژوهش‌های ایشان در خصوص گردآوری بازی بچه‌ها، باورها، لالایی‌ها و ترانه‌های عامیانه و کمک به برپایی موزه آبادان اشاره کرد و تا حدی تحقیق فولکلور ایران وامدار آقای علی هانیبال است. علی هانیبال در همکاری با چرولّی، سفیر ایتالیا در ایران، از سال ۱۳۲۹ تا ۱۳۳۳ ه خورشیدی / ۱۹۵۴ – ۱۹۵۰ میلادی، ۱۰۵۵ تعزیه نامه خطی را گرد آوری نمود و به کتابخانه واتیکان اهدا کرد. فهرست این مجموعه را دو خاورشناس ایتالیایی، اتوره روسی و آلسیو بو مباچی، به صورت کتاب در ۱۳۴۰ ه خورشیدی ۱۹۶۱ میلادی در ایتالیا منتشر کردند. در نهایت امر علی هانیبال در۱۲ اسفند ماه ۱۳۴۴ به علت سکته قلبی درگذشت و در شهر امامزاده قاسم گلاب دره دفن شد. سنگ قبر او در جنوب سازهٔ امامزاده قاسم قرار دارد.